# دره زمان
دره زمان یا تنگه تاریون مکانی با جاذبه‌های گردشگری است که در روستای پلور بخش لاریجان، آمل، استان مازندران در مسیر جاده هراز قرار دارد.

## افسانه‌ها
افسانه‌های زیادی دربارهٔ این تنگه گفته می‌شود. افسانه‌هایی در مورد فرار محلی‌ها به این تنگه برای جلوگیری از حمله دشمنان و مخفی کردن گنج‌هایشان در همین منطقه و همچنین تلاشی که نسل‌های بعدی برای یافتن این گنج‌ها کردند، گفته می‌شود.

## جاده دسترسی
تنها مسیر دسترسی به دره زمان از طریق جاده هراز خواهد بود.